# شوگرلوف ماونتین پارک (کالیفرنیا)
شوگرلوف ماونتین پارک (به انگلیسی: Sugarloaf Mountain Park) یک منطقهٔ مسکونی در ایالات متحده آمریکا است که در شهرستان تولار، کالیفرنیا واقع شده‌است. شوگرلوف ماونتین پارک ۰٫۲۷۴ کیلومتر مربع مساحت و ۰ نفر جمعیت دارد و ۱٬۸۲۶٫۰۸ متر بالاتر از سطح دریا واقع شده‌است.